# Balongmojo (Puri)
Balongmojo is een bestuurslaag in het regentschap Mojokerto van de provincie Oost-Java, Indonesië. Balongmojo telt 3950 inwoners (volkstelling 2010).